# Allopoda lutea
Allopoda lutea là một loài bọ cánh cứng trong họ Scraptiidae. Loài này được Haldeman miêu tả khoa học năm 1848.